# Varadka
Varadka es un municipio del distrito de Bardejov en la región de Prešov, Eslovaquia, con una población estimada a final del año 2024 de 251 habitantes.
Se encuentra ubicado en el centro-norte de la región, cerca del río Topľa (cuenca hidrográfica del río Tisza) y de la frontera con Polonia.

## Demografía
| Año        | 1994 | 2004     | 2014     | 2024    |
| ---------- | ---- | -------- | -------- | ------- |
| Población  | 131  | 174      | 200      | 251     |
| Diferencia |      | +32,82 % | +14,94 % | +25,5 % |

| Año        | 2023 | 2024    |
| ---------- | ---- | ------- |
| Población  | 251  | 251     |
| Diferencia |      | +1,42 % |